# Cystidia truncangulata
Cystidia truncangulata är en fjärilsart som beskrevs av Eugen Wehrli 1934. Cystidia truncangulata ingår i släktet Cystidia och familjen mätare. Inga underarter finns listade i Catalogue of Life.